# Undløse Kirke
Undløse Kirke er en kirke i byen Undløse, beliggende i Undløse Sogn. Den er kendt for sine kalkmalerier af Unionsmesteren, hvoraf et af Opstandelsen blev optaget i Kulturkanonen. Ligeledes kan altertavlen og prædikestolen nævnes, som er udført af Abel Schrøder den yngre.

## Historie
De oprindelige dele af kirken stammer fra slutningen af 1100-tallet, hvor kirken hørte til Hvide-slægten og var en del af Absalons jordbesiddelser. I middelalderen var kirken viet til Skt. Laurentius.

## Billedgalleri
- Altertavlen (1644) og altarbord (ca. 1575-1600)
- Prædikestol (1643)
- Opstandelsen (ca. 1430-1450)